# ماركو شتشكيتش
ماركو شتشكيتش (بالصربية: Марко Шћекић) مواليد 23 مايو 1981 في جمهورية يوغوسلافيا الاشتراكية الاتحادية، هو لاعب كرة سلة صربي. بدأ مسيرته الاحترافية في سنة 1998. حقق المركز الثالث في الألعاب الجامعية الصيفية 2005.

## المسيرة الاحترافية
لعب مع تورو زغورجيلتس في موسم 2007–2008، ثم لعب مع إي دبليو إي باسكتس أولدنبورغ في الدوري الألماني من سنة 2008 إلى 2010، ثم لعب مع بودوشنوست في موسم 2010–2011، ثم لعب مع بالاكانسترو كانتو في الدوري الإيطالي من سنة 2011 إلى 2013، ثم لعب مع بالاكانسترو فاريزي في موسم 2013–2014، ثم لعب مع إيجوكيا في سنة 2014، ثم لعب مع دومدجالي في سنة 2015.

## الإنجازات
- الدوري المونتينيغري لكرة السلة (2011)
- كأس الجبل الأسود لكرة السلة (2011)

## روابط خارجية
- ماركو شتشكيتش على موقع الدوري الأوروبي لكرة السلة (الإنجليزية)
- ماركو شتشكيتش على موقع كرة السلة الأوروبية.كوم (الإنجليزية)
- ماركو شتشكيتش على موقع ريلجم (الإنجليزية)
- ماركو شتشكيتش على موقع بروبوليرز (الإنجليزية)
- ماركو شتشكيتش على موقع سبورتس رفرنس (الإنجليزية)